# Polyommatus everesti
Polyommatus everesti är en fjärilsart som beskrevs av Riley 1922. Polyommatus everesti ingår i släktet Polyommatus och familjen juvelvingar. Inga underarter finns listade i Catalogue of Life.